# Explorer 11
Explorer 11 ou S 15  est le premier observatoire spatial gamma mis en orbite et inaugure donc l'ère de l'astronomie gamma spatiale. Développé par la NASA dans le cadre de son programme de satellites scientifiques Explorer, il est lancé le 27 avril 1961 et fonctionne durant 7 mois. Conçu pour détecter les rayons gamma d'une énergie supérieure à 50 MeV, il identifie durant cette période 22 événements gamma et 22 000 événements liés aux rayons cosmiques.

## Contexte et objectifs
Lorsque Explorer 11 est lancé, l'ère spatiale vient tout juste de débuter et aucun autre observatoire spatial gamma n'a jusque-là été mis en orbite. Or le rayonnement gamma ne peut être observé que de manière indirecte depuis le sol car il est bloqué par l'atmosphère. Son existence est connue mais les scientifiques sont réduits à des hypothèses sur sa distribution et son intensité. La mission d'Explorer 11 qui est le 11e satellite du programme de satellites scientifiques Explorer, constitue une première étape pour lever le voile sur les caractéristiques de ce rayonnement,.

## Le satellite
Le satellite qui a une masse de 37,2 kg est un octogone haut de 58,5 cm avec un diamètre maximum de 30,5 cm prolongé par un cylindre haut de 52,2 cm de long et de 15,2 cm de diamètre. L'octogone est couvert sur ses faces latérales de cellules solaires. L'octogone est occupé par le télescope gamma qui est encapsulé dans une enveloppe en aluminium tandis que le cylindre contient l'ensemble des systèmes permettant au satellite de fonctionner notamment la batterie, le transformateur électrique, le système de télécommunications et un enregistreur sur bande magnétique. À l'extrémité du satellite se trouvent une sonde de température, un senseur de Terre et un senseur de Soleil. Lorsqu'il est placé sur orbite, le satellite est spinné autour de son axe le plus long à raison de 400 tours par minute. Mais cet axe a été volontairement rendu instable notamment en laissant le dernier étage du lanceur attaché au satellite formant un ensemble long de 2,26 mètres. Progressivement la vitesse de rotation autour de l'axe longitudinal tombe à 0 et se transforme en une rotation "en hélice" c'est-à-dire autour d'un axe perpendiculaire à l'axe longitudinal. Ce choix des concepteurs permet, en l'absence de système de contrôle d'orientation actif, de forcer le télescope gamma à balayer le ciel. Le satellite est construit par le Centre de vol spatial Marshall et l'instrumentation scientifique est réalisée par le MIT ,.

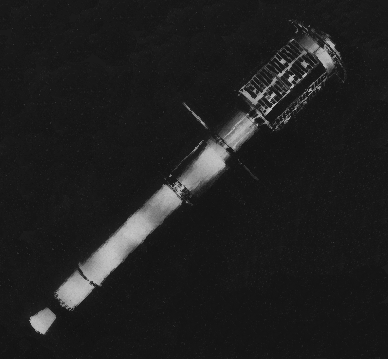
Le satellite solidaire du dernier étage du lanceur.
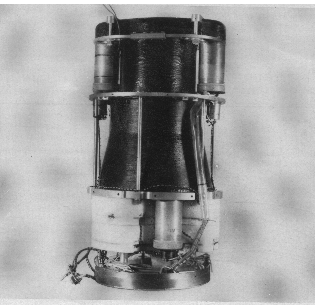
Photo du détecteur gamma.
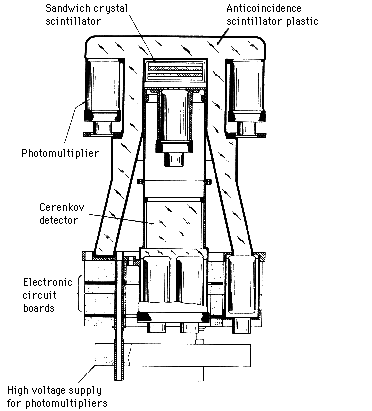
Schéma du détecteur gamma.

## Instrumentation
L'instrumentation scientifique d'Explorer 11 est constituée d'un télescope gamma capable de détecter les rayons une énergie supérieure à 50 MeV. Les détecteurs sont constitués d'une part par un sandwich de cinq couches alternées de iodure de  sodium et de iodure de césium associés à un unique photomultiplicateur d'autre part par un détecteur Tcherenkov associé à deux photomultiplicateurs. Le photon gamma incident est identifié par sa détection simultanée par le compteur Tcherenkov et le sandwich scintillateur. Enfin le télescope est entouré par un scintillateur en plastique associé à cinq photomultiplicateurs. La surface efficace du télescope est de 4,3 cm2. L'instrument permet de distinguer les rayons cosmiques et les photons gamma,,.

## Déroulement de la mission
Explorer 11 est lancé le 27 avril 1961 depuis la base de Cap Canaveral (Floride) par une fusée Juno II. Le satellite est placé sur une orbite basse de 1 786 × 486 km avec une inclinaison de 28,89° qu'il parcourt en 108,1 minutes. Le changement de l'axe de rotation est un peu plus long que prévu et ne se déclenche qu'au bout de deux semaines. Le 19 mai, le satellite tourne autour de l'axe désiré en parcourant un cercle complet en 12 secondes. Par ailleurs, il subit une précession de 10° par jour, ce qui permet au télescope de balayer tout le ciel en un peu plus d'un mois. Pour déterminer la direction d'arrivée du photon, on utilise les données fournies par les capteurs de Soleil et de Terre mais surtout la puissance du signal radio qui découle de l'orientation du satellite par rapport à la position de la station réceptrice. Dès le lancement, le système d'enregistrement tombe en panne et les données ne peuvent donc être collectées que lorsque le satellite survole une station au sol. Au bout de 2 mois de fonctionnement, le système primaire de génération électrique rencontre des problèmes rendant une partie des données collectées inexploitable. Cinq mois plus tard, la quantité d'énergie produite tombe sous le seuil qui permet l'utilisation des instruments et il est mis fin à la mission,.

## Résultats
Au cours des sept mois de la mission, seules 141 heures d'observation peuvent être effectuées soit 3 % du temps passé en orbite. En effet le satellite n'est en vue d'une station au sol que sur 20 % de son orbite ; par ailleurs il ne passe sous les ceintures de Van Allen que durant 30 % de son orbite. Enfin la dégradation du fonctionnement du satellite durant les trois derniers mois vient encore réduire le temps d'observation. Au cours de cette période d'observation le satellite observe 22 événements gamma et 22 000 événements liés aux rayons cosmiques,.